# Eparquia da Imaculada Conceição em Prudentópolis dos Ucranianos
A Eparquia Imaculada Conceição em Prudentópolis dos Ucranianos (Eparchia Immaculatae Conceptionis Prudentopolitana Ucrainorum) é uma circunscrição eclesiástica pessoal da Igreja Católica em Prudentópolis, no Paraná, para os fiéis de rito ucraniano de tradição bizantina. Sua catedral é a Catedral Ucraniana Imaculada Conceição.
Por meio da Congregação para as Igrejas Orientais, o Papa Francisco acolheu as resoluções do Sínodo dos Bispos católicos ucranianos em relação à estrutura canônica da Igreja Católica Ucraniana no Brasil. Com a decisão, a Eparquia de São João Batista foi elevada ao status de Arquieparquia – Arcebispado Metropolitano – Metropolia, nomeando seu primeiro Arquieparca – Arcebispo Metropolita Dom Volodêmer Koubetch, e foi criada uma nova Eparquia a ela sufragânea nomeando Dom Meron Mazur, OSBM seu primeiro Bispo Eparca. As cerimônias de entronização ou tomada posse aconteceram nos dias 13 e 15 de julho de 2014 e foram oficiadas por Sua Beatitude Dom Sviatoslav Shevchuk – Arcebispo Maior.
Por meio das bulas pontifícias, emitidas no dia 12 de maio de 2014, a Metropolia foi canonicamente erigida e constituída pelo Santo Padre com todos os efeitos jurídicos e continuará tendo como padroeiro São João Batista, com sede em Curitiba, permanecendo também a mesma Catedral, a residência e a Cúria da precedente Eparquia.
A nova eparquia, na linguagem canônica latina – diocese, foi criada, tendo como padroeira Nossa Senhora da Imaculada Conceição, com sede na igreja de Vila Iguaçu, transformada em Catedral, em Prudentópolis. Ela é sufragânea da Metropolia São João Batista.
As Paróquias da nova Eparquia sufragânea são as seguintes: Apucarana, Campo Mourão, Cantagalo, Cascavel, Guarapuava, Irati, Ivaí, Pato Branco, Pitanga, Prudentópolis, Roncador, com um total 127 de comunidades.
Em relação ao território brasileiro, os seguintes estados pertencem à nova Eparquia: Paraná (oeste), Mato Grosso do Sul, Mato Grosso, Rondônia, Acre, Amazonas, Roraima, Pará, Amapá.